# NGC 3128
NGC 3128 é uma galáxia espiral (Sb) localizada na direcção da constelação de Hydra. Possui uma declinação de -16° 07' 22" e uma ascensão recta de 10 horas, 06 minutos e 01,4 segundos.
A galáxia NGC 3128 foi descoberta em 1886 por Frank Leavenworth.